# 李在成
李 在成 （イ・ジェソン、1992年8月10日 - ）は、大韓民国・蔚山広域市出身のサッカー選手。ブンデスリーガ・1.FSVマインツ05所属。韓国代表。ポジションはミッドフィールダー。

## 経歴

### クラブ
2014年より全北現代モータースに所属しており、AFCチャンピオンズリーグ2014の横浜F・マリノス戦でプロデビューを果たす。
2021年7月8日、1.FSVマインツ05と契約した。

### 代表
2018年6月、2018 FIFAワールドカップを戦う韓国代表の本大会メンバーに選出された。

## 代表歴

### 出場大会
- 韓国代表
  - 2018 FIFAワールドカップ
  - 2022 FIFAワールドカップ

### 試合数
- 国際Aマッチ 77試合 9得点（2015年-）[3]

| 韓国代表 | 国際Aマッチ | 国際Aマッチ |
| 年       | 出場        | 得点        |
| -------- | ----------- | ----------- |
| 2015     | 13          | 4           |
| 2016     | 6           | 0           |
| 2017     | 8           | 1           |
| 2018     | 14          | 2           |
| 2019     | 8           | 1           |
| 2020     | 2           | 0           |
| 2021     | 8           | 1           |
| 2022     | 8           | 0           |
| 2023     | 10          | 0           |
| 2024     |             |             |
| 通算     | 77          | 9           |